# Torre Apponale
Die Torre Apponale (von italienisch torre „Turm“) ist ein Stadtturm in Riva del Garda im Trentino.

## Lage
Die Torre Apponale steht an der Ostseite der Piazza 3 Novembre in der Altstadt von Riva del Garda, direkt am alten Hafen der Stadt. Östlich des Turmes liegt die Rocca, die Wasserburg und westlich der Palazzo Pretorio. Der Turm war einst Teil der Stadtbefestigung, der innerhalb der Stadtmauern lag und die spezifische Aufgabe hatte, den Hafen von Riva zu schützen.

## Geschichte
Der Turm wurde 1220 erstmals urkundlich erwähnt. Im 13. Jahrhundert erlebte der Bau von Geschlechtertürmen als Wehr- und Wohntürme durch wohlhabende Familien im Zusammenhang mit dem Machtverlust der Zentralgewalten und den Unabhängigkeitsbestrebungen der Orte in Italien einen Aufschwung. Auch in Riva wurden mindestens zwei dieser Türme durch die Familien Bonvicino und Bellastilla errichtet, obwohl der Bau sowohl vom Fürstbischof von Trient als auch vom Kaiser beschränkt worden war.
In diesem Zusammenhang ist auch die Investitur der beiden Familien durch Bischof Albert von Ravenstein im Jahr 1220 zu sehen, der die beiden Türme trotz Anordnung seines Vorgängers Friedrich von Wangen, nicht abreißen ließ, sondern mit diesem nachträglichen Baugenehmigungserlass im Gegenzug sich und seinen Nachfolgern auf dem Bischofsstuhl den freien Zugang zu diesen Türmen sicherte.
Auch in der Folge wurden diese privat errichteten Türme reglementiert, so in den Gemeindestatuten von Riva aus dem Jahr 1274, anhand derer die maximale Höhe festgelegt wurde, woraus sich schließen lässt, dass es damals mehr als diese zwei namentlich bekannten Türme gab. Von diesen Einschränkungen war die von der Familie Bonvicino errichtete Torre Apponale jedoch nicht betroffen, da sie zu diesem Zeitpunkt vermutlich bereits im Besitz des Bischofs oder der Gemeinde war.
Der Turm der Bonvicini wandelte sich vom privaten Turm zum Wehrturm für die Verteidigung des darunter liegenden Hafens, dem in der Folge auch zivile Aufgaben zukamen. So geht aus Dokumenten hervor, dass der Turm im 16. Jahrhundert einen Turmwächter besaß, der bei anrückender Gefahr die Glocken zu läuten hatte, und in den Gemeindestatuten von 1451 ist erwähnt, dass er als Kerker genutzt wurde.
Die Torre Apponale wurde mehrmals umgebaut und 1555 auf 35 Meter erhöht, dabei wurden die ursprünglich für die Verteidigung angebrachten Turmzinnen und Pechnasen durch den heute noch erkennbaren Aufbau mit den gekuppelten Säulen und einem Glockenstuhl ersetzt. Im Ersten Weltkrieg diente er als Beobachtungsturm.
Heute steht der Turm unter der Aufsicht des Stadtmuseums MAG von Riva del Garda und kann gegen Eintritt bestiegen werden.

## Beschreibung
Die Torre Apponale hat einen quadratischen Grundriss von 7,5 Metern Breite. Sie ist 35 Meter hoch und aus Buckelquadern errichtet. Die Breite der Mauern beträgt am Turmfuß etwa 2 Meter und nimmt zur Balustrade hin ab. Aufgrund mehrfacher Umbauten lässt sich die Baugeschichte des Turmes nur teilweise an der Fassade nachvollziehen. In etwa 22 Metern Höhe befinden sich an der Nordwest- und Südwestseite zwei Turmuhren. Über den Uhren befindet sich auf etwa 30 Meter Höhe die Balustrade, auf dem der Glockenstuhl mit den gekuppelten Säulen ruht. Im Glockenstuhl ist unter anderem die 1532 gegossene Glocke „La Renga“ aufgehängt, die einst als Alarmglocke für die Einwohner der Stadt diente.
Bis 1920 schmückte eine Zwiebelhaube das Dach. Heute ist auf dem Turmdach das Wahrzeichen der Stadt angebracht, l’Anzolim, ein Engel aus vergoldetem Blech, der in eine Trompete bläst.
Der Turm verfügt über zwei Eingänge, einen auf der Südwestseite auf Höhe des Platzes und einen auf der Nordwestseite in 5,50 Metern Höhe. Letzterer war der ursprüngliche, heute nicht mehr genutzte, Eingang, der über eine nicht mehr vorhandene Holztreppe erreichbar war, während der Eingang auf Höhe des Platzes erst später entstanden ist.

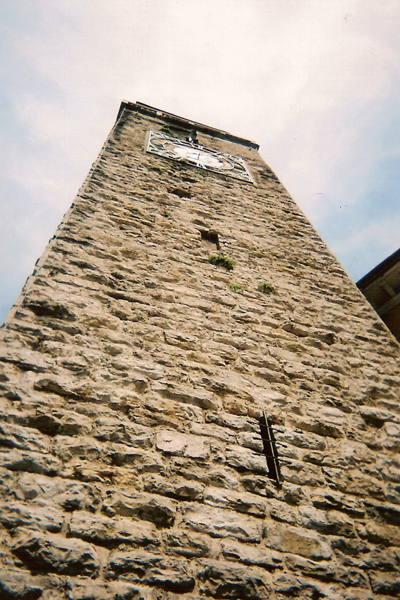
Südostseite
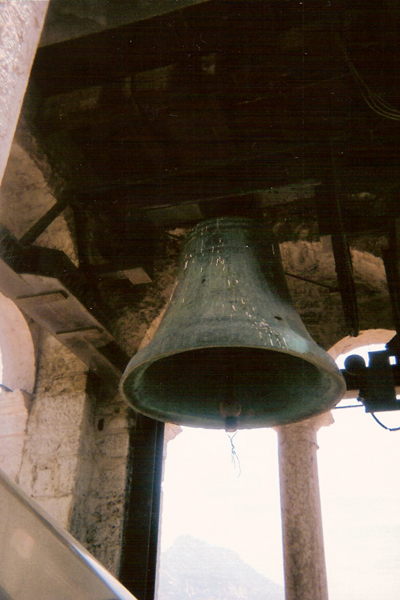
Glockenstuhl
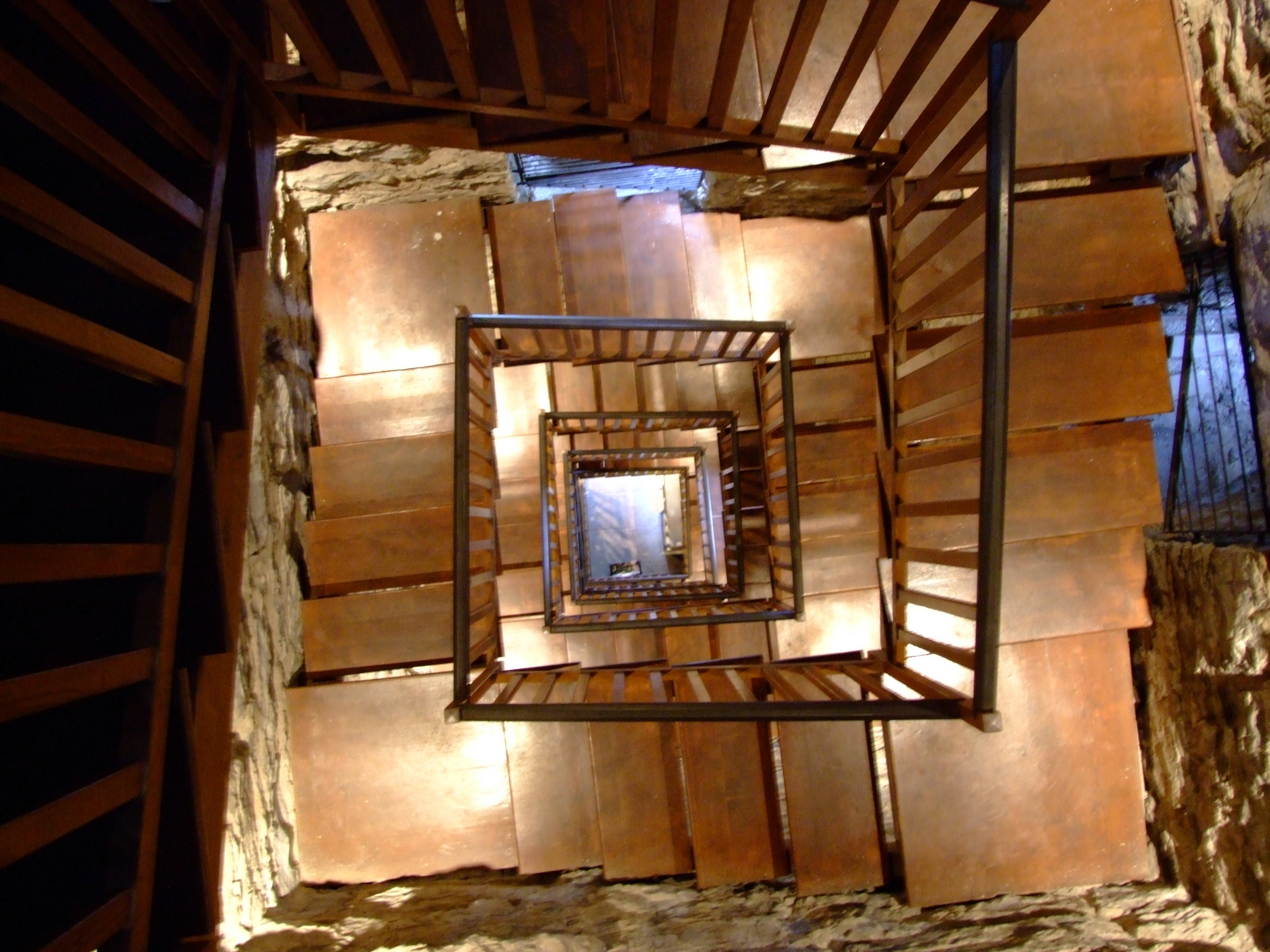
Treppenaufgang
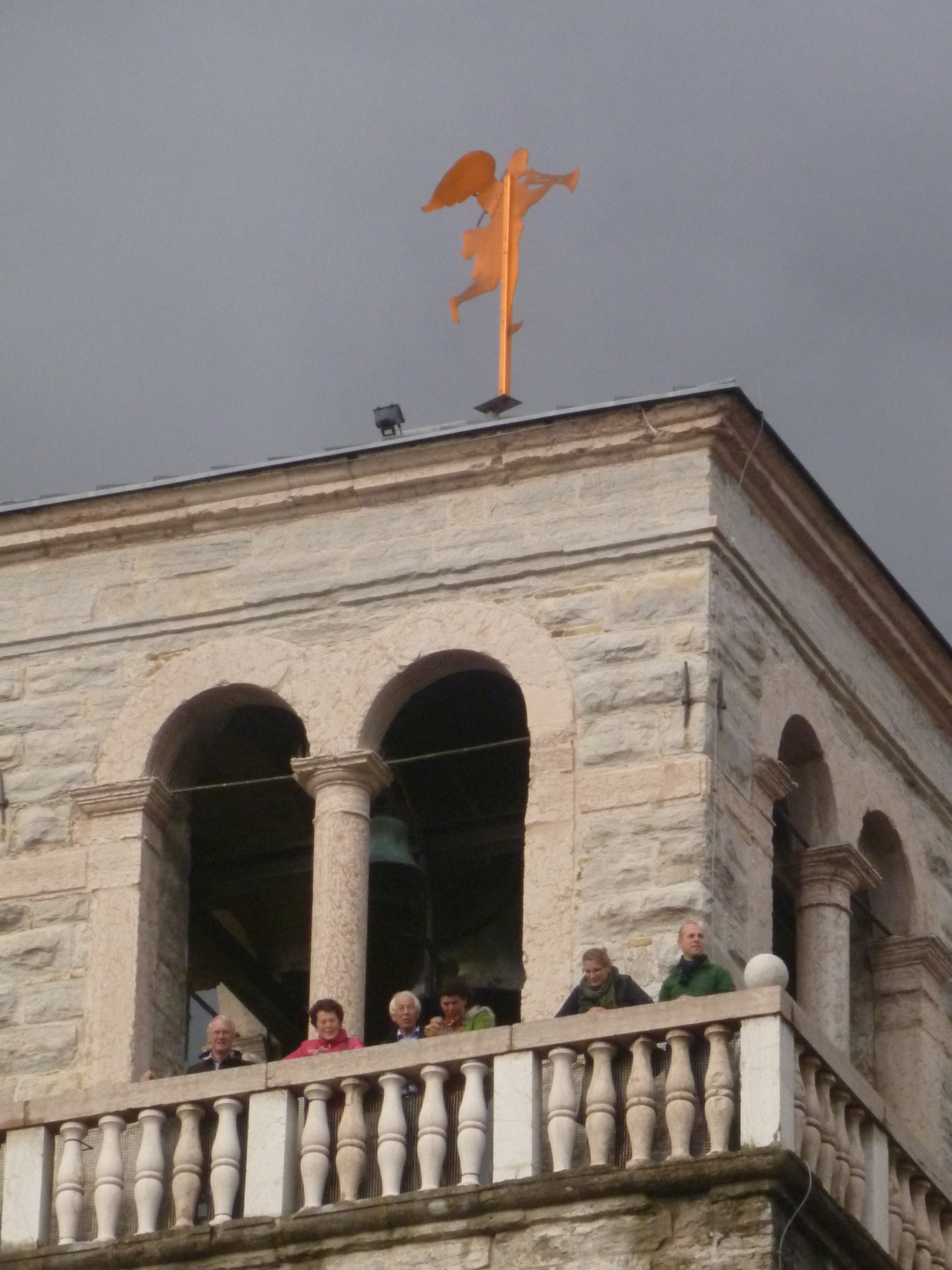
L’Anzolim, Wahrzeichen von Riva del Garda
Historische Aufnahme mit Zwiebelhaube